# Mecistocephalus enigmus
Mecistocephalus enigmus är en mångfotingart som beskrevs av Chamberlin 1944. Mecistocephalus enigmus ingår i släktet Mecistocephalus och familjen storhuvudjordkrypare. Inga underarter finns listade i Catalogue of Life.